# Campylocentrum ecuadorense
Campylocentrum ecuadorense är en orkidéart som beskrevs av Rudolf Schlechter. Campylocentrum ecuadorense ingår i släktet Campylocentrum och familjen orkidéer.
Artens utbredningsområde är Ecuador. Inga underarter finns listade i Catalogue of Life.